# Hochstadt a.Main
Hochstadt a.Main è un comune tedesco di 1 682 abitanti, situato nel land della Baviera.